# Hainjärv
Hainjärv (est. Hainjärv) – jezioro w Estonii,  w prowincji Valgamaa, w gminie Rõuge. Należy do pojezierza Haanja (est. Hannja järved). Położone jest na południe od wsi Ruusmäe. Ma powierzchnię 3,6 ha linię brzegową o długości 723 m, długość 260 m i szerokość 180 m. Sąsiaduje z jeziorami Tsirkjärv, Ruusmäe, Hanija, Salujärv, Aabra, Veesi. Położone jest na terenie obszaru chronionego krajobrazu Haanja (est. Haanja looduspark).